# Bengt Gomér
Bengt Harald Folke Gomér, ursprungligen Jonsson, född 12 september 1964 i Linköpings församling i Östergötlands län, är en svensk scenograf och ljussättare.

## Biografi
Bengt Gomér är sedan 1990 verksam som scenograf och ljussättare på teatrar och operahus runt om i Europa och 2015 gjorde han regidebut med Turandot i Dalhalla.
Han arbetar regelbundet med regissörer som Olivier Tambosi, Staffan Aspegren, Åsa Melldahl, och Mellika Melouani Melani på teatrar och operahus som Dramaten, Kungliga Operan, Malmö Opera, Folkoperan, Stockholms Stadsteater, Göteborgs Stadsteater, Helsingborgs Stadsteater, Landestheater Linz, Theater Dortmund, Staatstheater Saarbrücken, Den Nationale Scene i Bergen.
Bland Gomérs projekt märks Elfriede Jelineks Die Kontrakte des Kaufmanns på Dramaten och Giuseppe Verdis Maskeradbalen på Folkoperan i Stockholm, Rebecca på Malmö Opera med Åsa Melldahl samt Mästersångarna och Maskeradbalen på Staatsoper Hannover.
Gomér, som är dotterson till David Gomér, gifte sig 1989 med Eva Wallgren (född 1963) och sedan med operasångerskan Nina Stemme (född 1963).

## Teater

### Scenografi (ej komplett)
| År   | Produktion                                      | Upphovsmän                                                  | Regi                    | Teater                   |
| ---- | ----------------------------------------------- | ----------------------------------------------------------- | ----------------------- | ------------------------ |
| 1996 | Äppelkriget                                     | Lars Johan Werle och Iwar Bergkwist                         | Iwar Bergkwist          | Göteborgsoperan          |
| 2005 | Amadeus                                         | Peter Shaffer Översättning Göran O. Eriksson                | Staffan Aspegren        | Stockholms stadsteater   |
| 2008 | Ringaren i Notre Dame Notre-Dame de Paris       | Victor Hugo Dramatisering Fransesca Quartey                 | Fransesca Quartey       | Helsingborgs stadsteater |
| 2011 | Köpmannens kontrakt Die Kontrakte des Kaufmanns | Elfriede Jelinek                                            | Mellika Melouani Melani | Dramaten                 |
| 2014 | Rebecca                                         | Sylvester Levay och Michael Kunze Översättning Eva Åkerberg | Åsa Melldahl            | Malmö Opera              |
| 2021 | Idlaflickorna                                   | Kristina Lugn Bearbetning Mellika Melouani Melani           | Mellika Melouani Melani | Göteborgs stadsteater    |

### Fotnoter
1. 1 2  Sveriges befolkning 1990, CD-ROM, Version 1.00, Riksarkivet (2011).
2. ↑  Marcus Boldemann (12 februari 1996). ”'Äppelkriget' - rejäl grundstötning”. Dagens Nyheter. https://www.dn.se/arkiv/teater/appelkriget-rejal-grundstotning/. Läst 2 oktober 2021.